# David Pizarro
Pour les articles homonymes, voir Pizarro.
David Pizarro, né le 11 septembre 1979 à Valparaíso, est un footballeur international chilien qui joue comme milieu central.

## Biographie

### Carrière en club
Il fait ses débuts à Santiago Wanderers où il est vite remarqué par l'Udinese, club de Serie A. Il y signe alors mais est peu utilisé. Il est alors prêté dans le club de l'Universidad de Chile pour y gagner du temps de jeu. De retour de prêt, il est auteur de grande performances avec le club d'Udine. Il se fait alors remarquer par de grosses équipes européennes. Le 14 juillet 2005, il signe en faveur de l'Inter Milan contre 19M de francs suisses. En août 2006, il accepte un transfert vers l'AS Rome pour retrouver l'entraîneur qui l'avait révélé à l'Udinese, Luciano Spalletti. Associé à Daniele De Rossi, ils forment l'une des paires les plus efficaces du milieu de terrain en Serie A, contribuant au renouveau du club. À l'issue de la saison 2007-2008, Pizarro est sacré meilleur passeur du championnat avec 12 passes décisives.
Fin janvier 2012, il est prêté jusqu'à la fin de saison à Manchester City. Il termine la saison avec 1 but et 2 passes décisives en 7 matchs toutes compétitions confondus. Le 9 août 2013, il signe en faveur de la Fiorentina pour une durée de trois ans. Il termine la saison 2012-2013 avec 3 buts et 2 passes décisives en 30 matchs toutes compétitions confondus.
Après avoir remporté la Copa América en 2015, Pizarro signe en faveur de son club formateur, le Santiago Wanderers, après 17 années en Europe. Il met un terme à sa carrière en 2018, après une dernière pige à l'Universidad de Chile.

### En sélection
Pizarro fait ses débuts avec la sélection en 1999, il prend sa retraite internationale en 2006, mais le 11 juin 2013, il fait son retour contre la Bolivie en match des éliminatoires de la coupe du monde 2014 après 7 ans d'absence. Il fait partie de l'équipe vainqueur de la Copa América 2015.

## Palmarès
En club
 Udinese
- Coupe Intertoto (1)
  - Vainqueur : 2000

 Inter Milan
- Coupe d'Italie (1)
  - Vainqueur : 2006

- Supercoupe d'Italie (1)
  - Vainqueur : 2005

- Championnat d'Italie (1)
  - Vainqueur : 2006

- AS Rome
- Coupe d'Italie (2)
  - Vainqueur : 2007 - 2008

- Supercoupe d'Italie (1)
  - Vainqueur : 2007

 Manchester City
- Championnat d'Angleterre (1)
  - Vainqueur : 2012

 ACF Fiorentina
- Coupe d'Italie
  - Finaliste : 2014

En sélection
- Jeux olympiques de 2000 (1)
  - Médaille de bronze
- Copa América (1)
  - Vainqueur : 2015